# Nederlandske Antiller
De Nederlandske Antiller var samlebetegnelsen for to øgrupper i Caribien, der indtil 10. oktober 2010 var en del af Kongeriget Nederlandene. 
De to øgrupper var:
- Benedenwindse Eilanden ved Venezuelas kyst (også kaldet "ABC-øerne"):
  - (Aruba indtil 1986)
  - Bonaire sammen med Klein Bonaire
  - Curaçao sammen med Klein Curaçao
- Bovenwindse Eilanden øst for Puerto Rico og Jomfruøerne:
  - Saba
  - Sint Eustatius
  - Sint Maarten. Nord-delen af denne ø, Saint-Martin, er fransk.

## Befolkning
Befolkningen i de Nederlandske Antiller bestod af omkring 176.700 mennesker (2001). Curaçao har det største antal indbyggere: 130.000. Bonaire har 10.000, Sint Eustatius 2.300, Sint-Maarten 33.000 og Saba tæller 1.400 indbyggere. Hver af de forskellige øer har forskellig etnisk sammensætning og forskellig kultur. Det officielle sprog var nederlandsk. De fleste mennesker på Bonaire og Curaçao bruger dog papiamento som indbyrdes sprog, og på de andre øer er hovedsproget engelsk. Befolkningens etniske sammensætning er domineret af en blanding af efterkommere af slaver af afrikansk afstamning, oprindelige amerikanere og indvandrere fra Europa, især Nederland.

## Historie
Øerne blev opdaget i slutningen af 1400-tallet og i 1634 erhvervet af det Nederlandske Vestindiske Kompagni fra Spanien. I løbet af historien har øerne været i hænderne på andre europæiske stormagter og har kendt til forskellige styreformer. Denne status som koloni sluttede den 15. december 1954, da statutterne for Nederlandenes Kongerige blev underskrevet efter 8 års forhandlinger mellem Nederlandene, Surinam og de Nederlandske Antiller. Den 25. november 1975 blev Surinam dog fuldstændig uafhængig.
Den 1. januar 1986 fik Aruba en status aparte. Dette betød at Aruba fik status som nation inden for kongeriget for så at blive uafhængig den 1. januar 1996. Udgangspunktet for uafhængigheden, og dermed den specielle status, blev i 1994 afvist af Aruba. Siden da bestod Kongeriget formelt af de Nederlandske Antiller (fem øer), Aruba og Nederlandene.

## Opløsning
De Nederlandske Antiller ophørte d. 10. oktober 2010 med at eksistere som en administrativ enhed. De enkelte øer fik fra denne dato ny status indenfor Nederlandene: Bonaire, Sint Eustatius og Saba er herefter en direkte del af Nederlandene som særlige kommuner, og Curaçao og Sint Maarten har status som selvstændige lande indenfor Nederlandene – samme status som Aruba fik i 1986. 